# Attécoubé

Attécoubé dans la ville d'Abidjan.

Situé sur une butte dominant la baie du Banco, Attécoubé  - ou encore Abidjan Te en langue tchamans (ébrié) - est une des dix communes constituant le district d'Abidjan. Elle est longtemps demeurée un simple village, peu touchée par l'urbanisation qui se développait dans les localités voisines. En 2021, sa population est estimée à 313 135 habitants.

## Histoire
Attécoubé est un village défriché en 1937 qui fut habité définitivement en 1939.
Au début de l'ère coloniale, Attécoubé a été le premier témoin du négoce d'exportation de bois. Les grumes d'acajou, niangons, sipos, sambas, framirés et autre billes de bois transitaient par la lagune jusqu'aux navires chargés de les emporter en Europe. Ces grumes de bois font encore partie du paysage d'Attécoubé.
Jusqu'en 1980, Attécoubé faisait partir de la délégation d’Adjamé. Elle est érigée en commune de plein exercice par la loi n° 80-1180 du 17 octobre 1980 et fait désormais partie des treize communes du district d’Abidjan. La commune tient son nom de son village, « le village en bas ».
Le premier maire élu à Attécoubé se nomme Ernest N'Koumo Mobio. Il est réélu à plusieurs reprises en 1980, 1985, 1990, 1995.
Le maire, élu aux élections municipales de mars 2001, est Claude Paulin Danho.

## Géographie
Attécoubé a une superficie totale de 68,2 km², dont 40 km² couverts par la forêt du Banco et 5 km², par la lagune Ebrié. La superficie habitable est de 23,2 km². Elle est limitée par Yopougon au sud-ouest, Plateau au sud, Adjamé à l'est, et Abobo au nord.

### Inondation
Attécoubé fait partie des zones d'inondation en Côte d'Ivoire. En 2021, Attécoubé faisait partie avec les communes  de Yopougon, Abobo et Adjamé des communes les plus touchées lors des pluies du 22 octobre.

## Les différents quartiers et villages
La commune d’Attécoubé est divisée en deux rives, droite et rive gauche. Elle compte 35 quartiers et 5 villages occupés par les Atchans,.

### Rive droite ou orientale
1. Agban Attié
2. Attécoubé 3
3. Djéné Ecaré
4. Santé Ecole
5. Santé 3 Résidentiel 1
6. Santé 3 Résidentiel 2
7. Santé 3 Extension
8. Fromager
9. Déindé
10. Asapsu
11. Awa
12. Jean-Paul II
13. Santé Carrefour
14. Akélié
15. Lackman
16. Douagoville
17. Camp Douane
18. Jérusalem Résidentiel
19. Jérusalem 1
20. Jérusalem 2
21. Jérusalem 3

### Rive gauche ou occidentale
1. Sebroko
2. La Paix
3. Lagune
4. Espoir
5. Mosquée
6. Saint-Joseph
7. École
8. Gbebouto
9. Cantonnement forestier
10. Cité Fairmont 1
11. Cité Fairmont 2
12. École forestière
13. Bidjanté

Et aussi : Dialogue, rue 8 avenue 16, Hetilos, Agoua, Piment rouge, Marché, Quartier Ébrié, Opéra.

### Villages

#### Abobo-Doumé

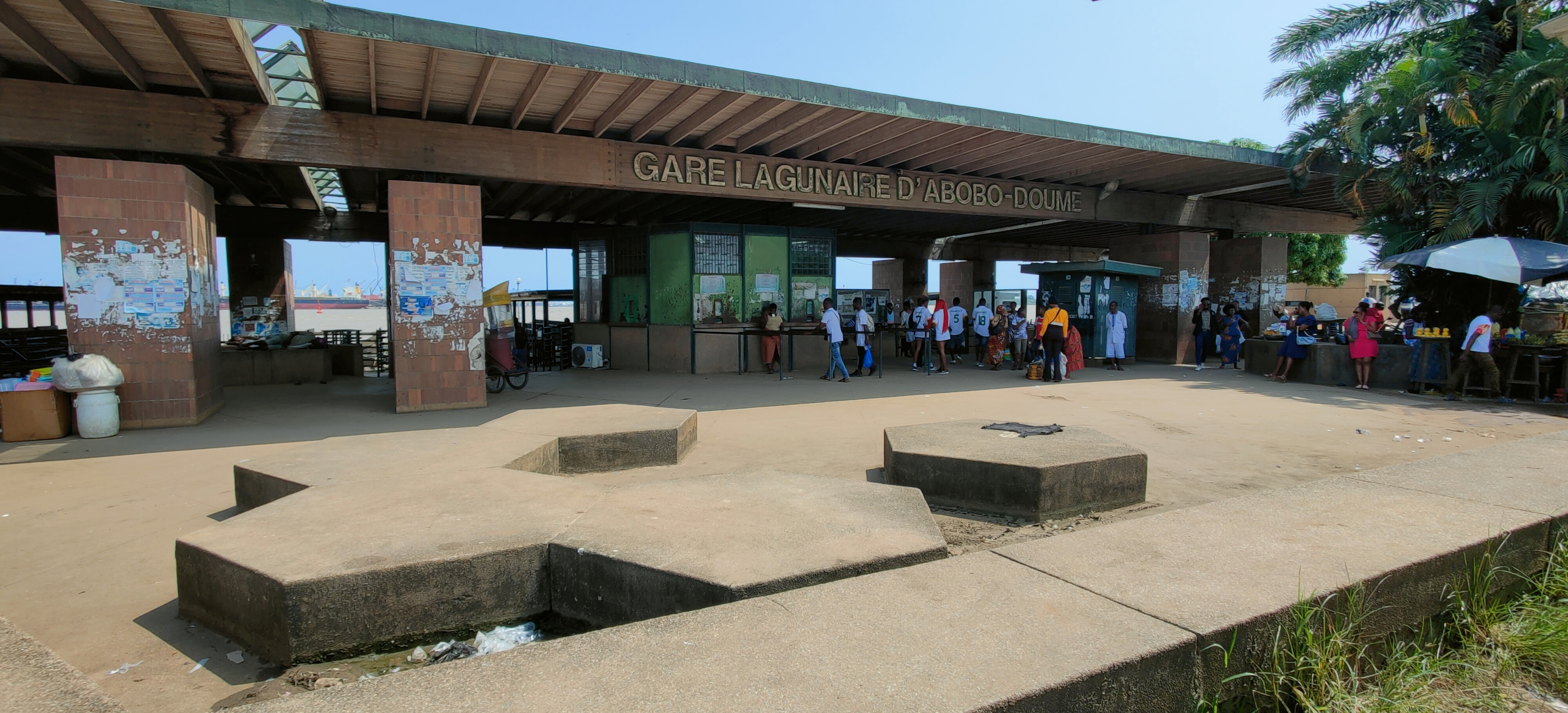
Gare lagunaire d'Abobo-Doumé 01.

Abobo-Doumé est un quartier ou un village atchan de la commune d'Attécoubé, situé entre Locodjro et Djindin. Sa population est estimée à 5 179 habitants en 2012.
Ce village est connu pour abriter un port de pêche artisanale approvisionné par des pêcheurs, essentiellement ghanéens, basés à Port-Bouët, et comptant plus de 500 mareyeuses. Abobo Doumé est le débarcadère de poisson issue de la pêche artisanale le plus important en termes d’espace, de volume de produits traités et des activités qu’on y rencontre.
Abobo-Doumé abrite aussi une importante gare lagunaire.

## Démographie
Selon l’Institut national de la statistique, Attécoubé a vu sa population s’accroître au fil des années.
| Année      | 1978   | 1988    | 1998    | 2001    | 2005    | 2014    | 2021    |
| Population | 65 089 | 163 658 | 279 768 | 207 586 | 350 000 | 260 911 | 313 135 |

## Sites remarquables
La commune englobe la totalité des 3 000 hectares constituant le parc national du Banco.
Le sanctuaire de Notre-Dame d'Afrique se trouve à la cité Fairmont.

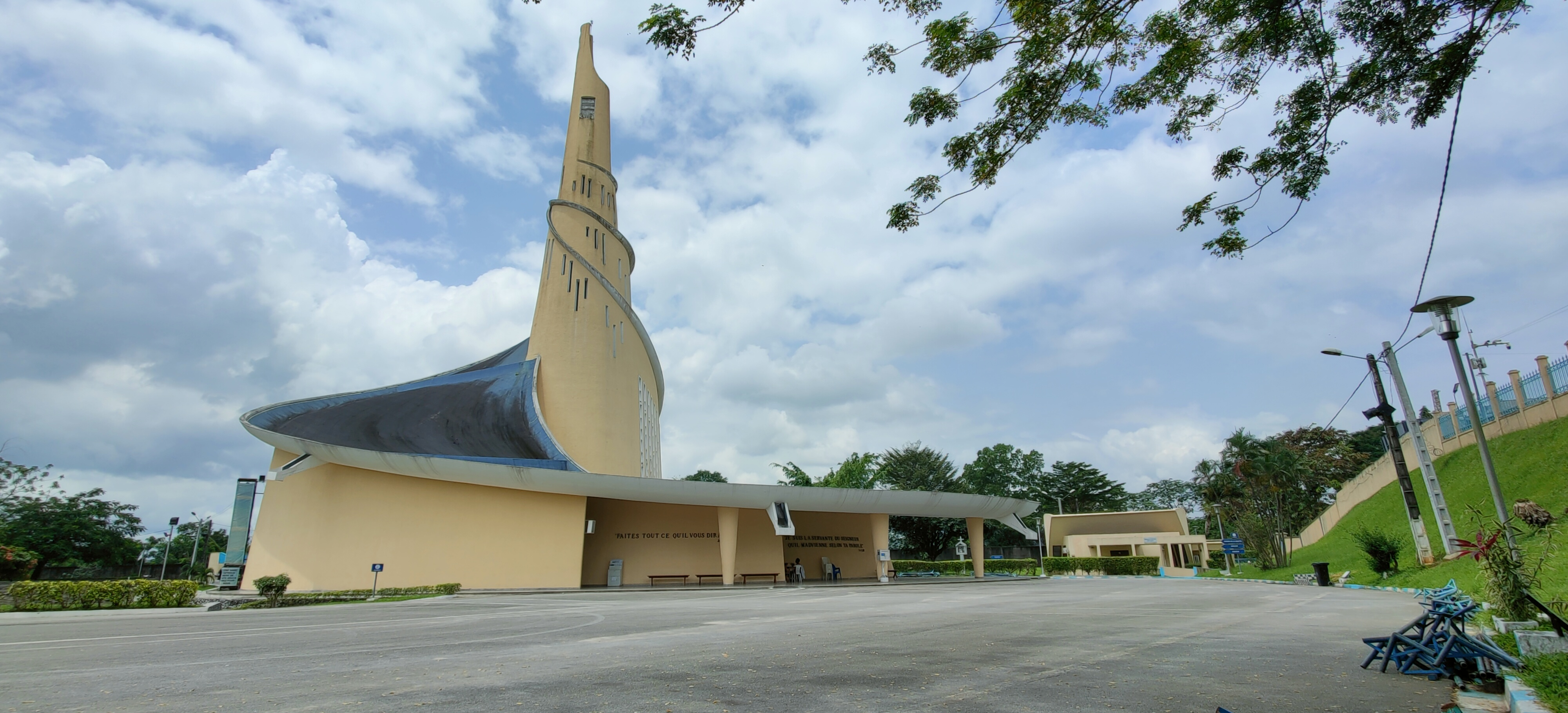
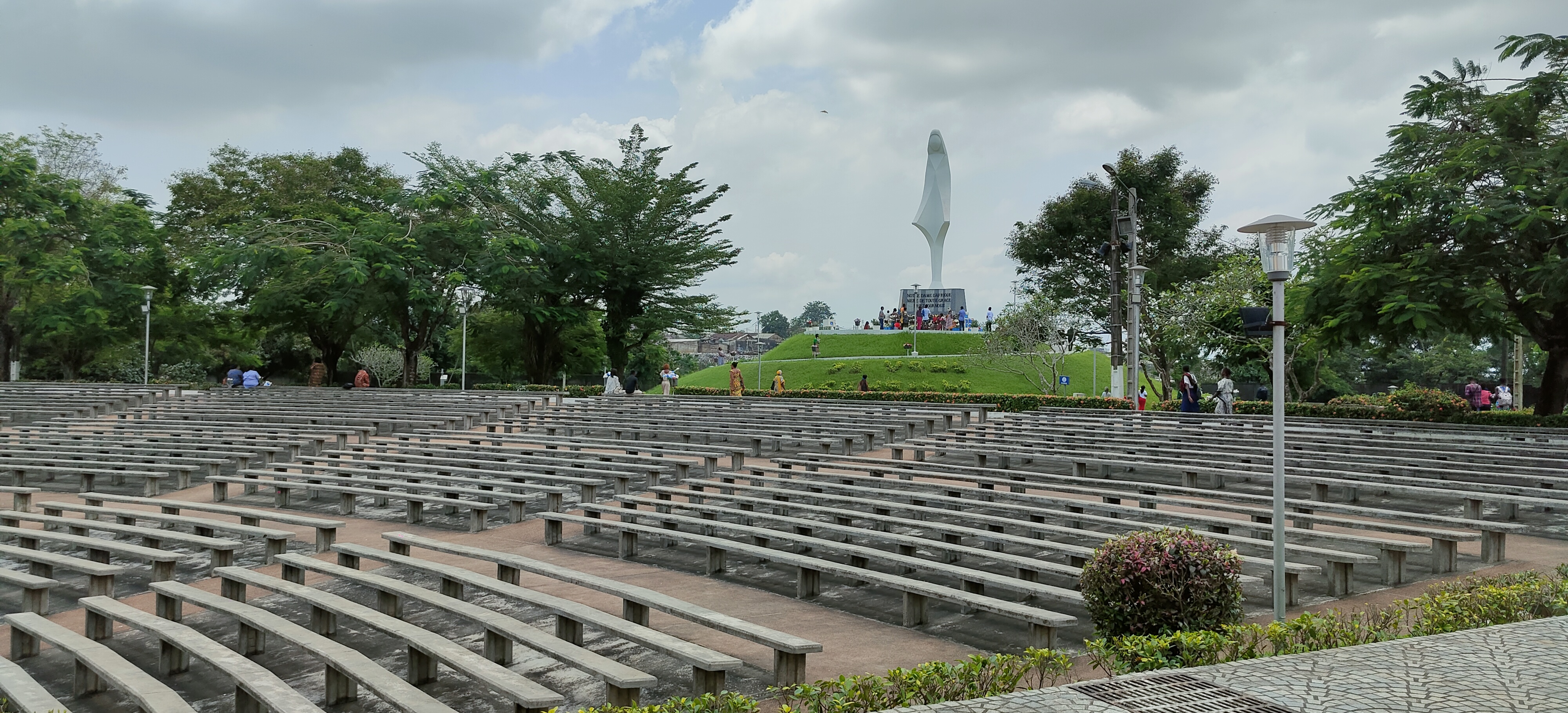
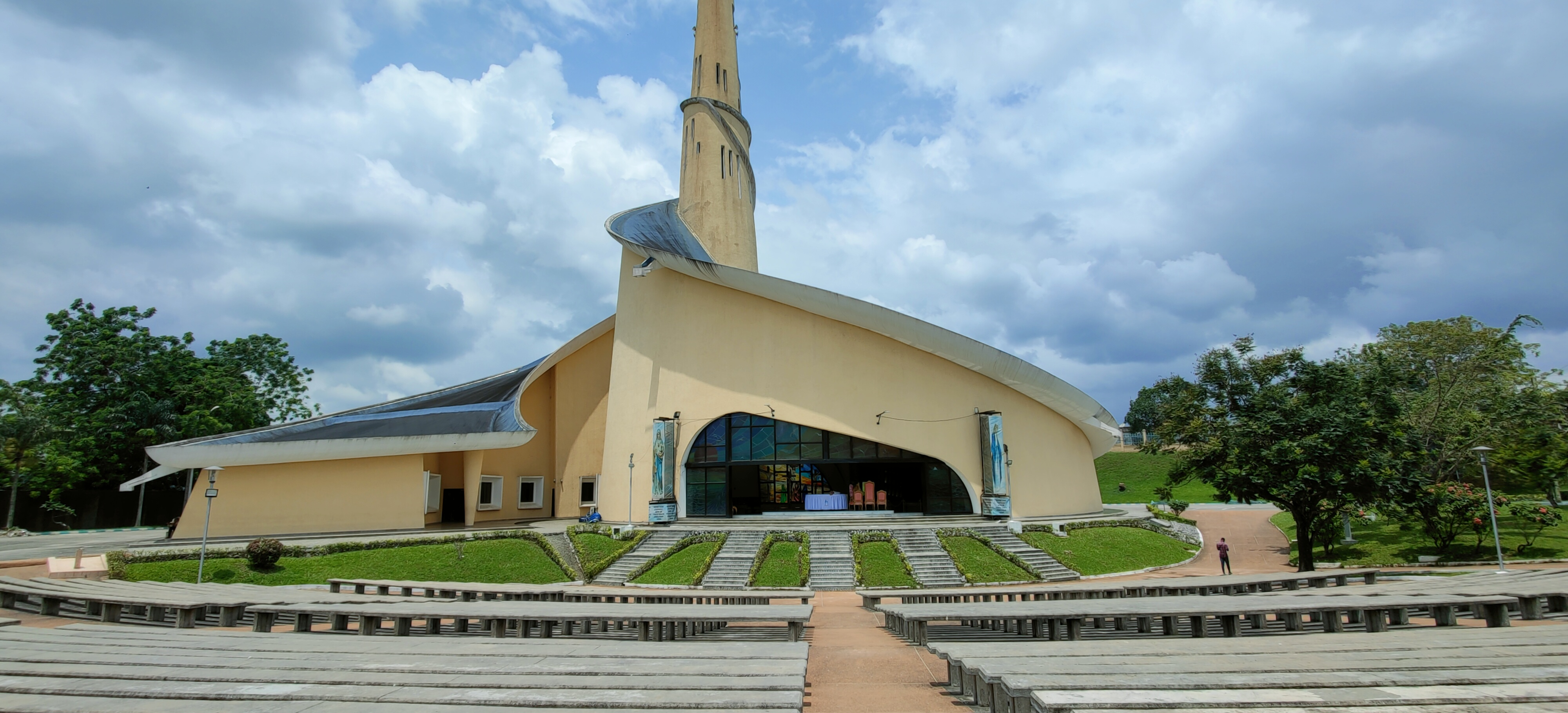

Actuellement, un gigantesque complexe commercial s'y construit, sans doute le plus grand d'Abidjan.

## Personnalités notables
- Noel Yobou (en) (né en 1982), footballeur
- Ayanne (né en 1992), chanteuse ivoirienne
- Chaka Traorè (né en 2004), footballeur

## Amicale des élèves et étudiants d'Attécoubé 3 et Agban-attié (AMEEAA)
L'amicale des élèves a récemment produit une histoire d'Attécoubé 3, une partie d'Attécoubé.